# Erythrina mulungu
Erythrina mulungu (Mulungu) là một loài thực vật và cây dược liệu bản địa ở Brasil, Nam Mỹ.